# Крошка Дот Хетерингтон в Старом Бедфорде
«Крошка Дот Хетерингтон в Старом Бедфорде» или «Мальчик, которого я люблю, — на галёрке» (англ. «Little Dot Hetherington at the Old Bedford» или англ. «The Boy I love is up in the Gallery», в отдельных случаях полотно упоминается под названием «Джо Хайнс и крошка Дот Хетерингтон в мюзик-холле Старый Бедфорд», англ. «Joe Haynes and Little Dot Hetherington at the Old Bedford Music Hall», на некоторых выставках оно демонстрировалось как «Старый Бедфорд», англ. «The Old Bedford», «Мюзик-холл Старый Бедфорд», англ. «The Old Bedford Music Hall») — картина британского художника-постимпрессиониста Уолтера Ричарда Сикерта, датируемая обычно искусствоведами 1888—1889 годами. В настоящее время полотно находится в частной коллекции в Монте-Карло. Техника исполнения картины — масляная живопись по холсту, размер — 61 на 61 см.
«Крошка Дот Хетерингтон в Старом Бедфорде» принадлежит к раннему периоду творчества Уолтера Сикерта, когда на его творчество оказывало влияние знакомство с французским импрессионистом Эдгаром Дега, и изображает состоявшееся в ноябре 1888 года выступление юной певицы, получившей известность как Дот Хетерингтон, в мюзик-холле Старый Бедфорд в Лондоне. Сюжет (власть артиста над чувствами и мыслями публики) и отдельные мотивы (например, изображение на полотне не самой сцены, а её отражения в зеркалах) «Крошки Дот Хетерингтон в Старом Бедфорде» художник неоднократно использовал в своих более поздних работах конца 1880-х — 1890-х годов. Считается, что это — первая картина с отражениями в зеркалах в творчестве художника.
Уолтер Сикерт впоследствии воспроизводил картину «Крошка Дот Хетерингтон в Старом Бедфорде» в росписи веера и в виде литографии. Искусствоведы Галереи Уолкера в Ливерпуле и некоторые другие исследователи настаивают, что находящаяся в её коллекции картина «Старый Бедфорд» является парной по отношению к «Крошке Дот Хетерингтон». В течение почти 150 лет картина привлекает внимание искусствоведов, культурологов, историков Великобритании викторианской эпохи и британского музыкального театра. Она неоднократно экспонировалась на престижных национальных и международных выставках.

## История создания и судьба картины

### Уолтер Сикерт к 1888 году
К 1888 году под влиянием Эдгара Дега Сикерт разработал собственный вариант импрессионизма, которому был свойственен достаточно мрачный колорит. Художник писал в студии, работая по наброскам, сделанным с натуры, и по памяти, воспринимая свою работу как побег от «тирании природы». В период с 1887 по 1892 год в большой серии картин с изображением мюзик-холла художник продемонстрировал публике наиболее важные для его творчества темы: актриса на сцене, взаимодействие исполнителя и зрительного зала, необычные ракурсы при искусственном освещении. Анна Грюнцнер Робинс писала, что, работая над сценой в интерьере мюзик-холла, Сикерт обычно приходил на представление и занимал место в четвёртом ряду от конца партера. Следуя практике французского импрессиониста Эдгара Дега (когда в 1889 году Сикерт организовал выставку импрессионистов в Лондоне, он отметил в своём предисловии к каталогу влияние этого художника на своё творчество), он делал небольшие карандашные наброски исполнителей, музыкантов и публики. Эти зарисовки служили отправной точкой и вспомогательными средствами для работы над сложными картинами маслом, которые он исполнял уже в студии.
В 1888 году Сикерт присоединился к Новому английскому художественному клубу, воспринимавшему себя как оппозиция консервативной Королевской академии художеств. Клуб состоял из художников, работавших во Франции и оказавшихся под влиянием модных там течений. Первые получившие известность работы Сикерта, датируемые концом 1880-х годов, были изображением сцен в музыкальных залах Лондона. Полотна художника часто встречали неприятие художественной критики того времени. Их обвиняли в уродстве и вульгарности. В значительной степени это было вызвано сюжетами картин, так как актрисы мюзик-холла воспринимались общественным мнением викторианской эпохи наравне с проститутками.

### Изображение на картине «Крошка Дот Хетерингтон в Старом Бедфорде»
Место действия картины «Крошка Дот Хетерингтон в Старом Бедфорде» — мюзик-холл Старый Бедфорд, находившийся по адресу дом 93 / 95 на Хай-стрит в лондонском районе Камден-Таун. На рубеже XIX и XX веков Камден, по территории которого проходили каналы и железная дорога, воспринимался многими как вполне благополучный район. В нём находились апартаменты состоятельных горожан и квартиры квалифицированных рабочих, работавших на расположенных здесь недавно построенных предприятиях, в том числе и по производству фортепиано, из-за чего район считался музыкальным. В 1861 году здесь был построен мюзик-холл Старый Бедфорд. Вместе с тем, британский историк культуры, профессор Эдинбургского университета Кристофер Бруард отмечал, что это был бедный рабочий квартал, неблагополучный и небезопасный.
Для Уолтера Сикерта яркие и красочные музыкальные залы были микрокосмом современной жизни, зеркалом великого мегаполиса. У него была страсть к театральным представлениям. Сикерт сам выступал некоторое время как актёр, а позже часто переодевался в сценические костюмы, обретая таким образом, как ему казалось, разные личности. Впервые он побывал в Старом Бедфорде в 1885 году. Позднее он назвал его «моей старой любовью». В Старом Бедфорде Сикерт мог слиться с толпой, а близость зрительских мест к сцене позволяла ему наблюдать за своими любимыми исполнителями крупным планом. Его картины и эскизы показывают интерьер зала, включая зеркала и декоративные украшения, представления на сцене и зрителей в толпе. Среди таких полотен и картина под названием «Крошка Дот Хетерингтон в Старом Бедфорде». Современный Сикерту театр, который он запечатлел на картине, с его большими золочёными зеркалами, газовыми лампами, оранжевой и синей цветовой гаммой, был снесён в 1898 году, чтобы освободить место для строительства мюзик-холла Новый Бедфорд. В 1910-е годы Новый Бедфорд был излюбленным местом посещения для художников, известных как «группа Камден-Таун», в которую входил и Уолтер Сикерт. Новый Бедфорд часто посещала писательница Вирджиния Вульф, здесь выступал Чарли Чаплин. В 1929 году юный Питер Селлерс жил над театром, а его мать выступала на сцене мюзик-холла. К тому времени, когда Селлерс начал свою карьеру артиста, залы были полупустыми, зрителей уже привлекали кино, телевидение и радио, а не мюзик-холл. Мюзик-холл Новый Бедфорд окончательно закрылся в 1959 году, а спустя десятилетие его здание было снесено.
Маленькая певица («крошка» Дот Хетерингтон) стоит на сцене мюзик-холла во время исполнения популярной во второй половине 1880-х годов песни «Мальчик, которого я люблю, — на галёрке». Девочка указывает рукой как раз на галёрку — самый верхний ярус зрительного зала, где располагаются наиболее дешёвые места. Там сидит объект её симпатии. Зритель видит изображённую художником сцену из зала. Его взгляд направлен поверх кресел партера и мимо расположенной справа ложи бенуара. Принято считать, что перед зрителями предстаёт на картине не сама Дот Хетерингтон, а лишь её отражение в одном из огромных зеркал, украшавших интерьер мюзик-холла. Зрители, которых можно увидеть на полотне, также являются отражениями в зеркалах.
Художник демонстрирует хрупкость «маленькой белой фигурки» юной певицы. Венди Бэрон обращала внимание, что за исключением женщины в большом чепце с перьями, публика, пришедшая на представление, полностью состоит из мужчин. Художник изобразил зрителей, подчёркивая их различия по социальному статусу, возрасту и роду занятий. Например, одни из них — в цилиндрах, а другие — только в котелках. Венди Бэрон отмечала, что в 1885 году статья редактора на первых страницах Pall Mall Gazette привлекла внимание общественного мнения к существовавшему в то время в Великобритании рынку услуг малолетних проституток. В результате скандала возраст сексуального согласия законодательно был повышен с 13 до 15 лет. Исследователь обращала внимание, что мужские фигуры на картине «Крошка Дот Хетерингтон в Старом Бедфорде» выглядят гораздо более зловещими, чем образ влюблённого мальчика, упомянутый в песне, которую исполняет девочка, и оказавшийся в более позднем названии этой картины.
Доктор философии по истории искусства Уильям Раф считал, что картина была попыткой художника передать ту власть, которую получала юная певица над залом во время выступления. Он писал, что здание мюзик-холла было тесным и невзрачным, поэтому зеркала установили, чтобы создать иллюзию большего пространства зала. На заднем плане картины справа некая фигура мужчины наблюдает за девочкой на сцене из-за кулис (Венди Бэрон предполагала, что это может быть взрослый, сопровождающий девочку на представление, или следующий исполнитель, который дожидается своей очереди). Рядом со сценой в ложе также сидит мужчина. Эта фигура, как и девочка, отражается во втором зеркале, которое находится в крайнем левом углу композиции (само это зеркало находится за пределами полотна), а затем повторяется в правом зеркале. Уильям Раф считал, что это уравновешивает симметрию картины, но вместе с тем «нарушает баланс» реальности и иллюзии в сцене, которую видят зрители. Британский художник и историк искусства Эрик Шейнс писал, что, используя зеркала таким образом, художник заставил зрителя подвергать сомнению как реальность, видимую на картине, так и природу самой реальности.
Техника исполнения картины «Крошка Дот Хетерингтон в Старом Бедфорде» — масляная живопись по холсту, размер — 61 на 61 см. Подпись художника находится в нижнем правом углу: «Sickеrt».

### Судьба полотна
Картина была приобретена на аукционе Christie's 28 марта 1930 года поклонником художника доктором Робертом Эммонсом (англ. Dr Robert Еmmons, 1894—1963). Журнал The Art News сообщал, что полотно было куплено за 520 гиней. В настоящее время оно находится в частной коллекции его наследника Гамильтона Эммонса в Монте-Карло. Эрик Шейнс называл владельцем картины другого коллекционера — некоего Джеффри Вердон-Ро (англ. Jeoffrey Verdon-Roe).
Друг и ученик Сикерта, доктор Роберт Эммонс был американцем, имевшим частную медицинскую практику в Лондоне в 1920-х годах, но живопись превратилась для него из хобби в профессию. В октябре 1927 года он поступил в художественную школу Сикерта на Хайбери-Плейс дом 1 в Ислингтоне. Он добился признания как живописец и представлял свои работы на выставках Королевской академии художеств в 1928 и 1932 годах. Эммонс был автором «Жизни и мнений» Уолтера Ричарда Сикерта — первой биографии художника, опубликованной в 1941 году, за год до смерти Сикерта, а также коллекционером работ Сикерта, на персональные выставки которого он впоследствии неоднократно представлял принадлежавшие ему полотна художника.
Картина «Крошка Дот Хетерингтон в Старом Бедфорде» демонстрировалась на выставках ещё при жизни её создателя. Когда картина была представлена в декабре 1889 года на выставке «Лондонские импрессионисты», то художественный критик журнала Igdrasil писал: «Мы ожидали от Фрэнсиса Бэйта и Уолтера Сикерта большего, чем они нам дали. „Крайстчёрч, Хантс“ первого очень хорош, а „Крошка Дот Хетерингтон“ является наиболее бескомпромиссной [работой на выставке], но мы хотели бы видеть более яркий образец творчества обоих этих одарённых людей». Напротив, газета The Star утверждала: «его [Уолтера Сикерта] мюзик-холлы — это величайший возможный прорыв по сравнению с тем, что он до сих пор показал». В июле 1894 года английский ежеквартальный журнал «Жёлтая книга» разместил на своих страницах репродукцию картины «Крошка Дот Хетерингтон в Старом Бедфорде» под названием «Мюзик-холл Старый Бедфорд» (англ. «The Old Bedford Music Hall») в числе трёх репродукций работ Уолтера Сикерта (другие две: «Портрет Обри Бёрдслея» и «Ада Лундберг»).
Картина экспонировалась также в галерее Элберта Яна ван Висселинга в 1895 году, где впервые было добавлено к привычному названию картины ещё и название песни «Мальчик, которого я люблю, — на галёрке»; в Галерее Лестера в 1929 и 1950 годах.
Уже после смерти Сикерта полотно экспонировалось на выставке, организованной Галереей Эгнью под названием «Старый Бедфорд» в 1960 году, на выставках Совета Великобритании по делам искусств в 1960 в Галерее Тейт, в 1977—1978 годах, а также в Вашингтоне в 1980 году и в Королевской академии художеств в 1992—1993 годах.

## Сюжет картины

### Идентификация персонажей картины
«Крошка Дот Хетерингтон в Старом Бедфорде» — самая ранняя картина Сикерта, изображающая Старый Бедфорд, с которым его имя впоследствии оказалось тесно связано. Старый Бедфорд в Камден-Тауне был старомодным мюзик-холлом. Зал был тесноват по стандартам современных ему блестящих залов Вест-Энда, но, как модные в то время интерьеры, украшен огромными зеркалами. Когда картина была впервые показана в декабре 1889 года, то маленькая певица, изображённая на картине, была идентифицирована самим Сикертом как Дот Хетерингтон, малоизвестная юная артистка, представлявшаяся публике как «дитя Тальони» (в честь Марии Тальони, французской балерины, умершей в 1884 году). Её платье и манера поведения на сцене копировали Мэри Ллойд. Именно Ллойд принесла широкую известность песне «Мальчик, которого я люблю, — на галёрке», исполняемой на картине Сикерта маленькой певицей.
Уильям Раф писал, что обозначение певицы в названии картины как «Little» предполагает, что Дот — девочка или, что, по его мнению, более вероятно, молодая женщина, притворяющаяся девочкой, выступающая в её роли. Раф отмечал, что о жизни Дот известно очень мало, но она действительно выступала в Старом Бедфорде 24 ноября 1888 года, когда в зале присутствовал Джо Хайнс (ещё один идентифицированный на полотне персонаж).
Анонимный художественный критик журнала «Театр» в обзоре за февраль 1889 года писал: «Среди тех, кого я назвал бы наиболее многообещающими детьми, должна быть мисс Дот Хетерингтон в роли Гуди, очаровательная маленькая актриса, певица и танцовщица». Журнал «Панч» в январе 1889 года напечатал восторженный отзыв зрителя об исполнении Дот Хетерингтон танцев в роли Гуди в этом спектакле. Он писал, что его маленькая Сибилла «сказала, что хотела бы поцеловать её», и рекомендовал всем юным зрителям посмотреть спектакль «Гуди Маленькие Туфельки». Профессор викторианской литературы Энн Варти обнаружила, что одной из предыдущих ролей Дот была роль в музыкальной постановке 1886 года «Алиса в Стране чудес», которая объединила сюжеты обеих сказок об Алисе Льюиса Кэрролла. Девочка выступала под именем Дот Альберти (англ. Dot Alberti) в сцене с Моржом и Плотником вместе с будущей актрисой и мемуаристкой Изой Боумен. Обе они изображали призраков устриц. Дот в этой роли упоминает в своём дневнике и сам Льюис Кэрролл.
Использование слова «крошка» в сценическом псевдониме, по мнению Венди Бэрон, обозначало её молодость (не старше 12 или 13 лет), а не её рост. Девочки были стандартным элементом программы мюзик-холла в конце XIX века. Они пели песни о любви, а также комические песни, наполненные намёками на невинность и опыт. Современник оставил описание выступления «двух красивых не по годам развитых девочек, которые поют… о красавицах и о том, что их можно обмануть, с очаровательной наивностью».
Анна Грюцнер Робинс предположила (на основе информации, предоставленной внучкой Хетерингтон), что настоящим именем Дот было Флоранс Луиза Хетерингтон (1878/79—1934). В этом случае ей было девять или десять лет, когда она была запечатлена Сикертом на картине «Крошка Дот Хетерингтон в Старом Бедфорде». Позже она стала в замужестве госпожой Уильям Ричи. Венди Бэрон, писала, что для Сикерта актриса мюзик-холла была современной музой и цитировала современника Сикерта художника Фредерика Уэдмора, который упоминал в письме, что Сикерт был охвачен вдохновением при создании картины «Крошка Дот Хетерингтон» примерно также, как художник XVIII века Джордж Ромни в процессе создания портрета леди Гамильтон.

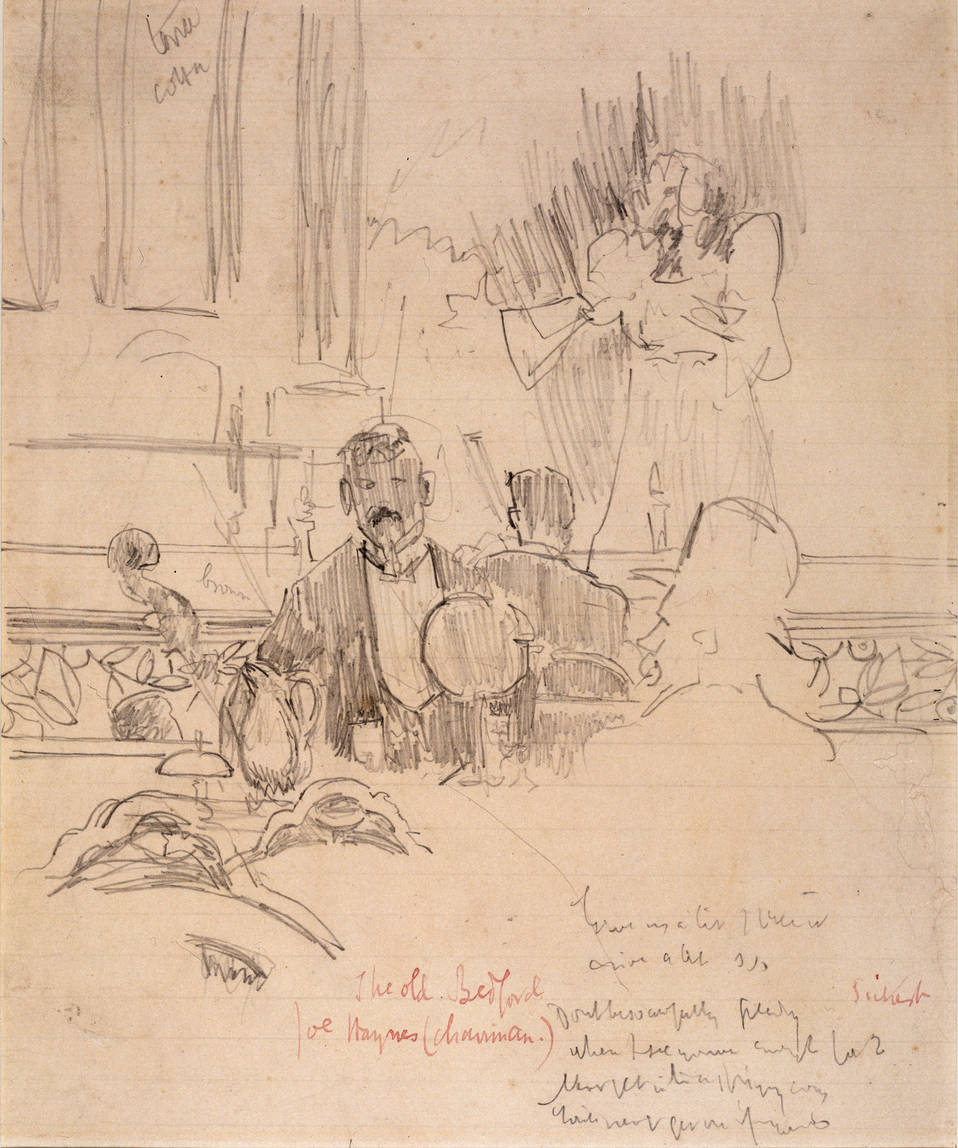
Уолтер Сикерт. Старый Бедфорд (в центре изображён Хайнс и подписано его имя), около 1890

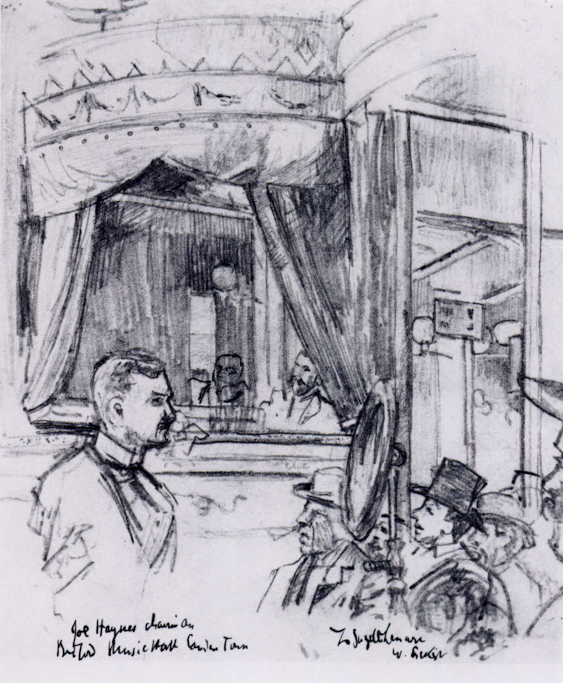
Уолтер Сикерт. Джо Хайнс в Старом Бедфорде, набросок, около 1888

Деннис Денисофф в своей монографии о детях и культуре потребления XIX века пишет, что Дот Хетерингтон (чьи даты рождения и смерти ему остались неизвестны), как и другие подобные ей исполнители, начала исполнять шлягеры мюзик-холла в очень раннем возрасте, часто пела провокационные песни, которые были раcсчитаны на популярность у весьма взрослой аудитории.
Британский политик, премьер-министр Великобритании с 1990 по 1997 год Джон Рой Мейджор в своей книге об истории мюзик-холла писал, что в то время, когда Сикерт зарисовал её выступление, Крошке Дот было, вероятно, всего восемь лет, и она только начинала свою карьеру. У неё был талант, и она уже снискала одобрительные отзывы прессы. «Очень умная и изящная, эта маленькая девочка… замечательная маленькая многогранная артистка… разносторонняя маленькая американка с яркой и характерной индивидуальностью. Она появилась в образах десятка персонажей и сменила костюмы так быстро и аккуратно, что завоевала восторженные знаки одобрения», — цитировал он не названный источник. Мейджор исправлял ошибку издания и добавлял, что на самом деле Дот была англичанкой, а не американкой. Обозреватель, по его мнению, был введён в заблуждение из-за того, что она появлялась на сцене Старого Бедфорда вместе с американской труппой Moore and Burgess Minstrels. Мейджор отмечал, что многие будущие звёзды мюзик-холла начинали свои выступления в детском возрасте, исполняя взрослые по тематике песни, но всё-таки Дот, по его мнению, была слишком юной, «чтобы петь о взрослой любви преимущественно мужской аудитории». Он упоминал, что впоследствии Дот гастролировала с Вестой Тилли, а в середине 1890-х годов исполняла роль Золушки в одноимённой пантомиме.
Искусствоведам удалось идентифицировать на картине и ещё одного персонажа — Джо Хайнса, которого изобразил Сикерт на рисунке, запечатлевшем Старый Бедфорд. В настоящее время считается, что сохранившийся портрет Джо Хайнса никак не связан с картиной «Крошка Дот Хетерингтон в Старом Бедфорде», но создан примерно в этот же период. Он находится в коллекции Галереи Уолкера в Ливерпуле. Это — не единственное изображение завсегдатая Старого Бедфорда Сикертом. В Музее Виктории и Альберта хранится рисунок «Старый Бедфорд» (англ. «The Old Bedford», карандаш, бумага, около 1890, инв. CIRC.87-1958), на котором изображён Хайнс, его имя подписано прямо на лицевой стороне рисунка.

### Песня «Мальчик, которого я люблю, — на галёрке»
Песня, ставшая с 1895 года вторым названием картины, была написана Джорджем Уэром в 1885 году и впервые исполнена в Лондоне певицей Нелли Пауэр, но известность к песне пришла в том же 1885 году после исполнения её Мэри Ллойд. Она написана от имени девушки, которая недавно приехала из провинции и завела себе возлюбленного. Он находится в данный момент на галёрке и смотрит на поющую девушку, размахивая носовым платком, весёлый, как зарянка. Девушка утверждает, что её любимого называют сапожником, но на самом деле он — торговец и работает в Боро-маркете в Саутуарке. Девушка поёт, что если бы она была герцогиней и у неё было бы много денег, она отдала бы все их любимому, но у неё нет ни монеты, поэтому они станут жить в любви и поцелуях, будут такими же счастливыми, как птицы.
Уильям Раф обращал внимание, что песня имеет ярко выраженный сексуальный подтекст и поётся от первого лица. Уильям Раф также утверждал, что речь идёт об игре художника с двойственностью невинности и опыта, которая была популярна у публики. Эта тема-игра стала «любимой темой писателей и поэтов, особенно тех, кто учился в Оксфорде в 1880-х годах, где существовал „культ маленьких девочек“». В качестве примера он приводил знаки внимания и проявления симпатии к семилетней актрисе Минни Терри поэта и писателя-декадента Эрнеста Кристофера Доусона, а также писателя, художника-карикатуриста и книжного иллюстратора Макса Бирбома. Раф, однако, считал, что тема невинности / опыта юной исполнительницы на картине Сикерта отступала на второй план перед другой, более важной для автора темой — подчинения аудитории воле исполнительницы. Макс Бирбом предполагал, что картины Сикерта могли инициировать увлечение публики юными актрисами, но Венди Бэрон отмечала, что многие подданные королевы Виктории «открыли для себя привлекательность этих исполнителей одновременно с Сикертом».
В издании каталога печатной графики Сикерта 2000 года Рут Бромберг к «Крошке Дот Хетерингтон в Старом Бедфорде» напечатала текст самой песни, которую исполняла в мюзик-холле эта певица. По мнению рецензента издания профессора Университета Райса Маршии Бреннан, включение подобных деталей в каталог в значительной степени «способствует способности читателя контекстуализировать (англ. contextualize) сюжет», так как воссоздаёт его историческую и культурную среду.
I'm a young girl, and have just come over.

Over from the country where they do things big,

And amongst the boys I've got a lover,

And since I've a lover, why I don't care a fig

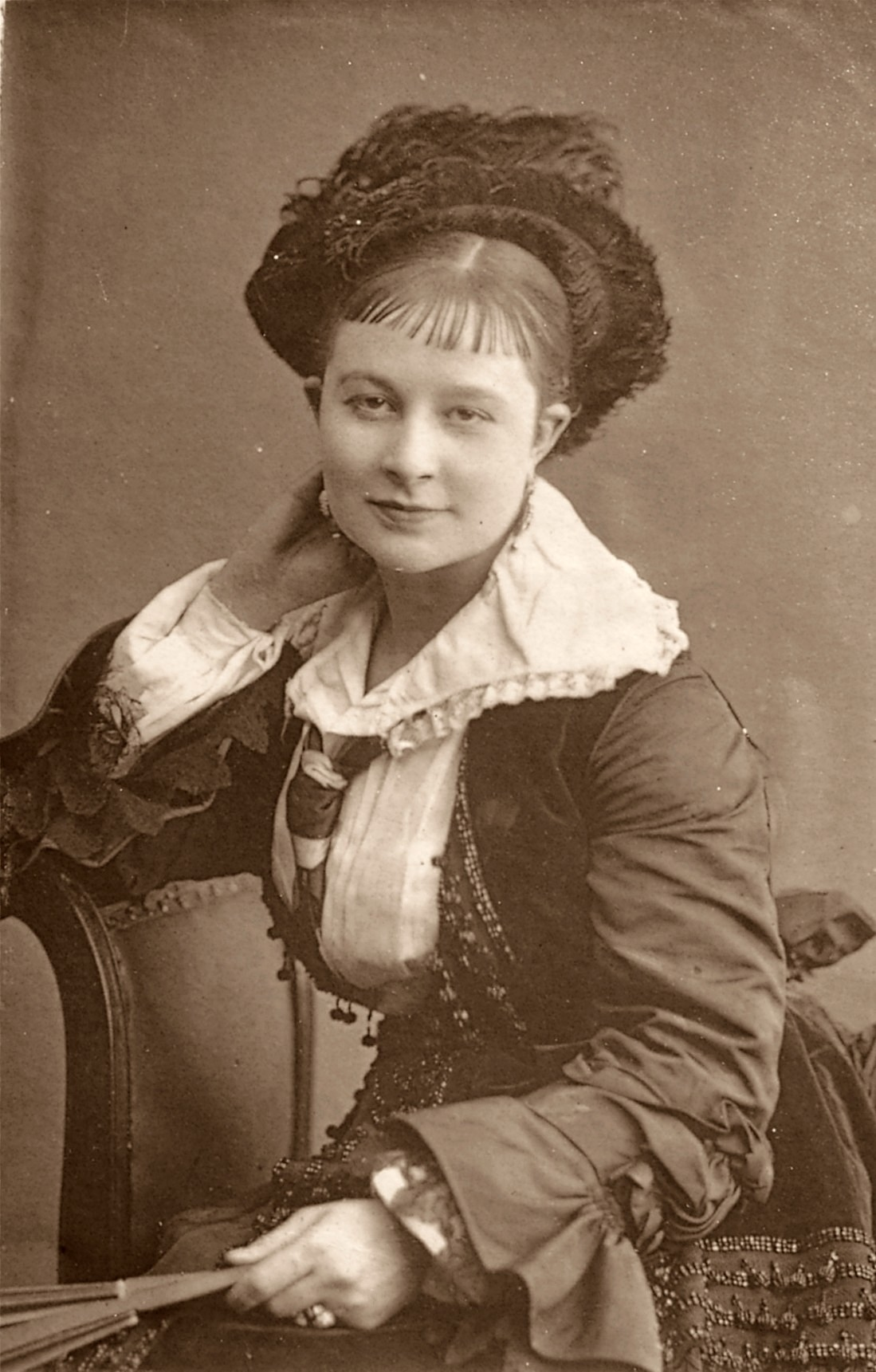
Неизвестный фотограф. Нелли Пауэр, до 1887 года
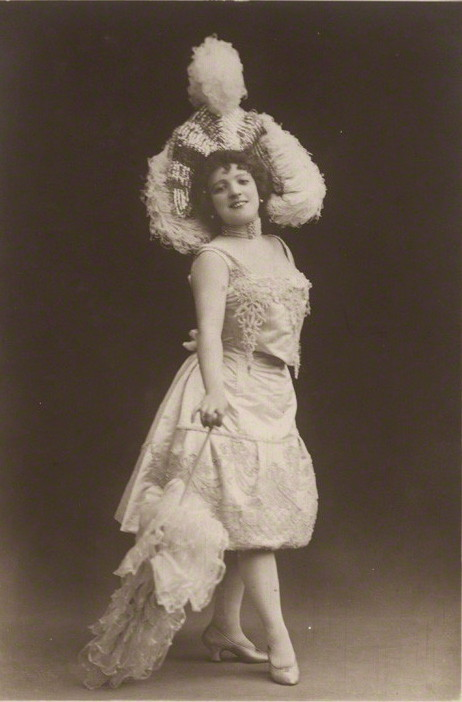
Неизвестный фотограф. Мэри Ллойд, 1890-е годы

## Картина в творчестве Сикерта

### Подготовительные работы к полотну

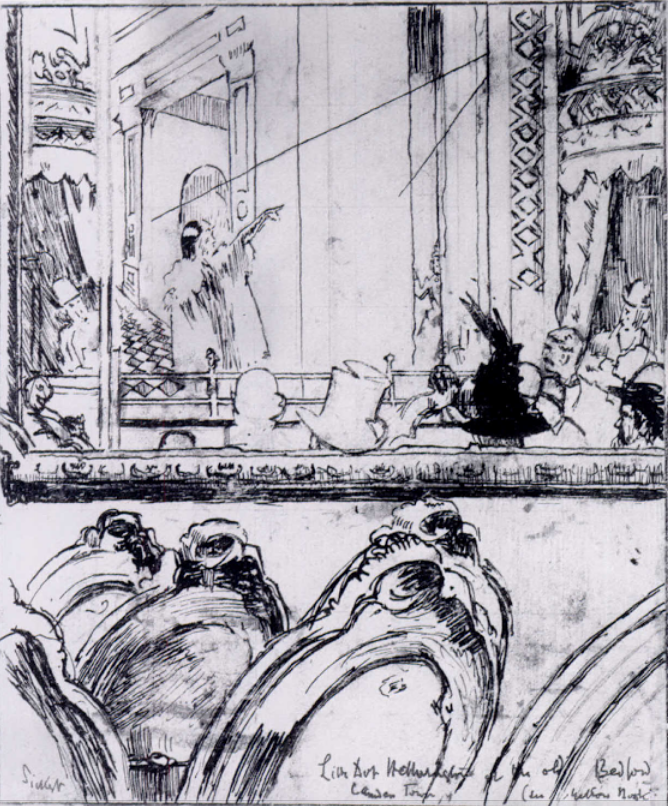
Уолтер Сикерт. Крошка Дот Хетерингтон в Старом Бедфорде, Камден-Таун, набросок, около 1888

Венди Бэрон в монографии о художнике 1973 года определила среди работ Сикерта следующие наброски к картине:
- Набросок композиции картины, выполненный в технике акварели и чёрного мела. Размер — 31,8 х 26,8 см. Набросок находится в коллекции Национального фонда Великобритании и демонстрировался в 1960 году на выставке в Галерее Тейт[19].
- Около 1888 года Сикерт сделал набросок «Крошка Дот Хетерингтон в Старом Бедфорде, Камден-Таун, поющая „Мальчик, которого я люблю, — на галёрке“». Его размер — 32,4 x 26,7 см (по другим данным, 32,2 х 26,6 см[19][49])[50]. Техника исполнения — перьевая ручка и чёрные чернила, графитовый карандаш на плотной бежевой гладкой бумаге. Чёрными чернилами внизу справа сделана надпись: «Крошка Дот Хетерингтон в Старом Бедфорде | Камден-Таун (см. „Жёлтая книга“)», подпись автора также чёрными чернилами приписана внизу слева: «SICKERT». Набросок не датирован. Он находится в Йельском центре Британского искусства в Йельской художественной галерее (Фонд Мэри Гертруды Эбби, коллекция «Оттиски и графика», инвентарный номер — B1979.12.819[50], по другим данным — 1961.9.37[51])[52][51][21]. На этом наброске изображение уже образует квадрат, что позволяет легко перенести его на холст[16]. Этот набросок был представлен на выставке в Нью-Йорке в 1967 году[19][21], а также на выставках в городах Австралии в 1979 году, а в 2000 году в Нью-Йорке и Йельском центре Британского искусства[50].
- По предположению Венди Бэрон, высказанному в монографии о творчестве Сикерта 1973 года, карандашный рисунок Джо Хайнса из Галереи Уолкера также является наброском к картине[19]. В монографиях 1992 и 2006 года искусствовед отказалась от подобного утверждения[16][44].
- Ещё один набросок к картине был воспроизведён в The Idler за март 1895 года на с. 169. Дальнейшая судьба и местонахождение оригинала неизвестны[19].

Каталог выставки Уолтера Сикерта 1992 года упоминает два наброска художника к картине. Второй набросок (первый — из Йельского университета) находится в коллекции Художественной галереи Редингского университета. Эскизы интерьера, которые Сикерт должен был, по предположению исследователей его творчества сделать, чтобы отработать изображение персонажей в зеркале, утрачены.

### «Крошка Дот Хетерингтон в Старом Бедфорде» и картина «Старый Бедфорд»

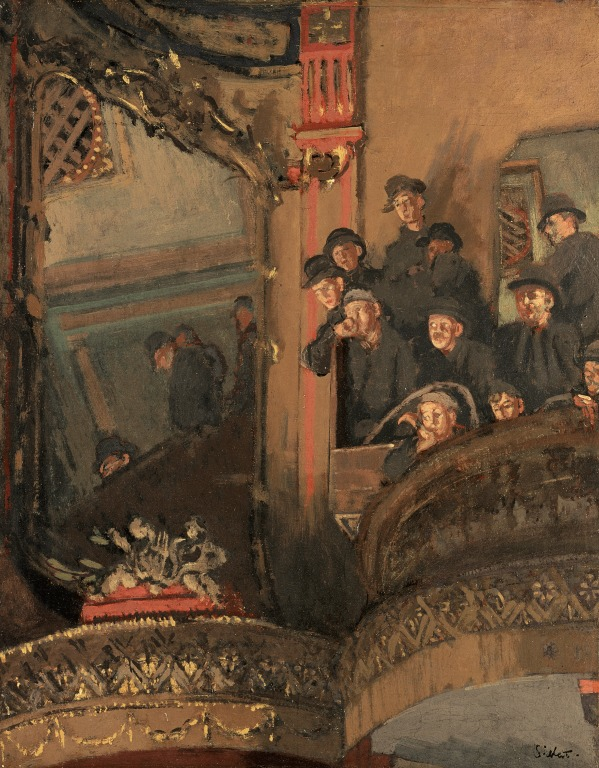
Уолтер Сикерт. Старый Бедфорд, до 1895 (парная к «Крошке Дот Хетерингтон» картина?)

Искусствоведы Галереи Уолкера в Ливерпуле настаивают, что приобретённая в 1947 году картина «Старый Бедфорд» (инвентарный номер — WAG 2264, 76,3 x 60,5, масляная живопись по холсту, дата создания неизвестна, предположительно, она была создана около 1890 года, а впервые представлена на выставке в 1895 году.), изображающая галёрку и зрителей на ней, которые отражаются в широком зеркале слева, может быть соотнесена с картиной «Крошка Дот Хетерингтон в Старом Бедфорде» как парная ей. На ней девочка указывает, возможно, именно на эту часть зала. Картина «Старый Бедфорд» также отражает театральную атмосферу конца XIX века, является «блестящим упражнением» в изображении освещения и в композиции. Сикерт использует контраст между погружённой в полумрак галёркой и отражённым светом сцены, а также создаёт иллюзию расширения пространства с помощью гигантского зеркала.
Венди Бэрон упоминает наличие у историков искусства версии о парном характере картины «Старый Бедфорд» к «Крошке Дот Хетерингтон» и даже указывает, что время от времени к разным версиям «Старого Бедфорда» используется название «Купидон на галёрке». Она приводит в каталоге произведений Сикерта публикацию в журнале The Idler за март 1895 года, где репродукция наброска к картине «Старый Бедфорд» носит название «Мальчик, которого я люблю, — на галёрке». Джон Мейджор не сомневался в парном характере «Старого Бедфорда» к «Крошке Дот Хетерингтон» и приводил характеристику этой картины, данную художественным критиком Speakers Magazine Джорджем Муром: «Из-за редкой красоты колорита я восхищаюсь картиной Уолтера Сикерта, изображающей галёрку мюзик-холла. Мне она нравится своей красотой тона, цвета и композицией… Большое зеркало, в котором отражаются неясные тени, разве это не триумф?».
В своей монографии о Сикерте 1973 года Бэрон утверждала, что первоначальное название картины «Старый Бедфорд» — «Мальчик, которого я люблю, — на галёрке», поэтому она явно должна была быть связана в сознании её автора с «Крошкой Дот». Искусствовед писала, что «Старый Бедфорд» — единственное крупное произведение Сикерта на тему мюзик-холла 1890-х годов, он принимался за него много раз. Некоторые работы художника являются подготовительными этюдами, другие — более поздними переработками композиции. Среди этих работ офорты, наброски отдельных эпизодов, полноценные этюды к картине. Сравнение различных версий «Старого Бедфорда» даёт, по словам Бэрон, «поразительную иллюстрацию разнообразия стилей Сикерта не только в рамках одного жанра за одно десятилетие, но и в рамках одной темы».

### Варианты полотна «Крошка Дот»
Музей вееров в Гринвиче является обладателем веера, собственноручно расписанного Сикертом по мотивам его картины. Точная дата создания веера неизвестна. Ориентировочно он датируется 1890-ми годами. В экспозиции музея веер носит название «Крошка Дот Хетерингтон в Старом Бедфорде». В росписи специалистами отмечается влияние Эдгара Дега, которое проявляется в достаточно мрачной цветовой палитре и небрежных мазках кисти. Техника исполнения веера — гуашь на подготовленной велени, в изготовлении использовался перламутр. Изображение взято с картины Сикерта, но оно было адаптировано к форме веера. Сикерт подарил веер своей подруге, ученице и натурщице Флоренс Паш. Веер оставался в собственности её семьи, пока не был приобретён Музеем вееров в Гринвиче (инвентарный номер в коллекции музея — LDFAN2005.50). Покупка была профинансирована Национальной лотереей через Лотерейный фонд Эрмитаж и анонимное пожертвование. Радиус веера — 33 сантиметра. Веер демонстрировался на выставках в Лидсе в 1942 году и в Брайтоне в 1962 году.
Высказывалось мнение, что «эстамп идеально подходил для художественного чутья Сикерта». Доктор философии по истории искусства и архитектуры, профессор Университета Райса Маршия Бреннан писала, что картины Сикерта демонстрируют совмещение точки зрения фланёра, то есть отстранённого наблюдателя за общественными пространствами современной жизни, с точкой зрения вуайериста, который активно ищет возможности увидеть «личные и интимные уголки» конкретного человека. Основными темами творчества Сикерта она называла мюзик-холл и спальню проститутки. Около 1894 года Сикертом была создана литография «Крошка Дот Хетерингтон в Старом Бедфорде». Размер — 29,4 на 26,4 сантиметров. На камне, с которого производилась печать, находится вырезанная надпись: «Sickert inv. et lith.». Один из оттисков литографии находится в коллекции Британского музея (приобретён в 1917 году как дар от Сильвии Госсе, инвентарный номер — 1917,0419.2). Другой оттиск входит в собрании музея Виктории и Альберта (инвентарный номер — CIRC.407-1962).
Историк эстампа и писатель Мартин Хопкинсон называл литографию «Крошка Дот Хетерингтон в Старом Бедфорде» блестящей и отмечал, что после её создания вплоть до 1907 года Сикерт не использовал печатную графику в своей творческой деятельности.

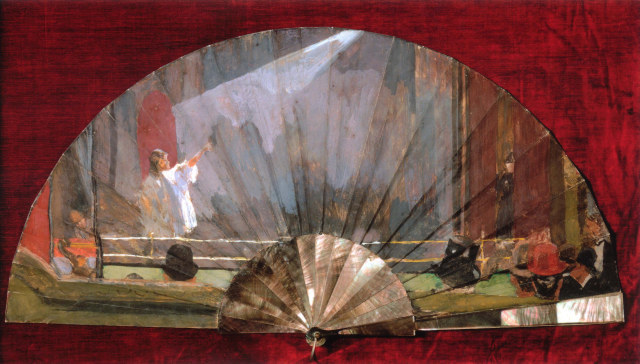
Уолтер Сикерт. Веер «Крошка Дот Хетерингтон в Старом Бедфорде», около 1890
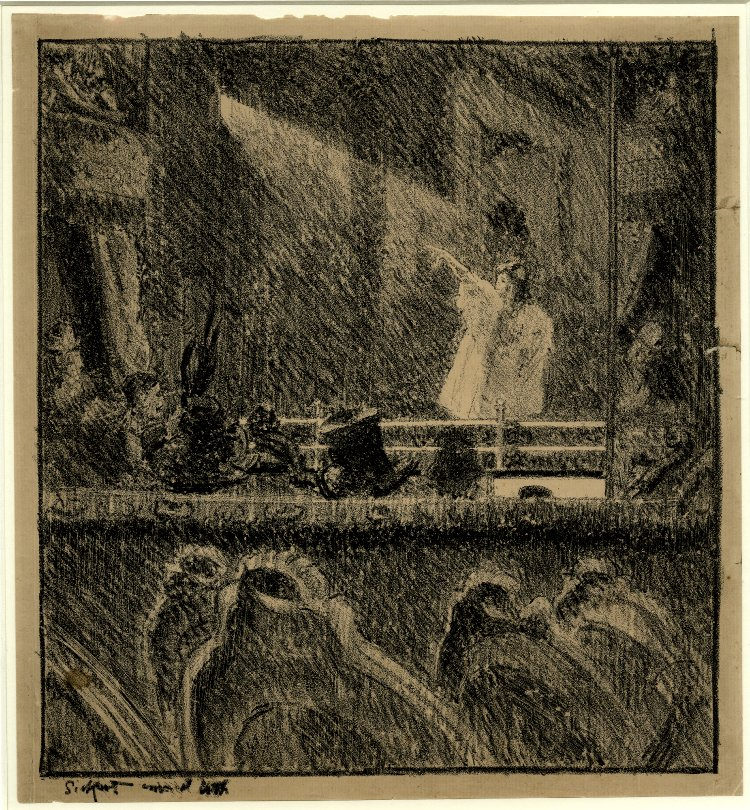
Уолтер Сикерт. Крошка Дот Хетерингтон в Старом Бедфорде (литография из Британского музея), около 1894

## Художественные особенности полотна

### Искусствоведы об истоках замысла картины

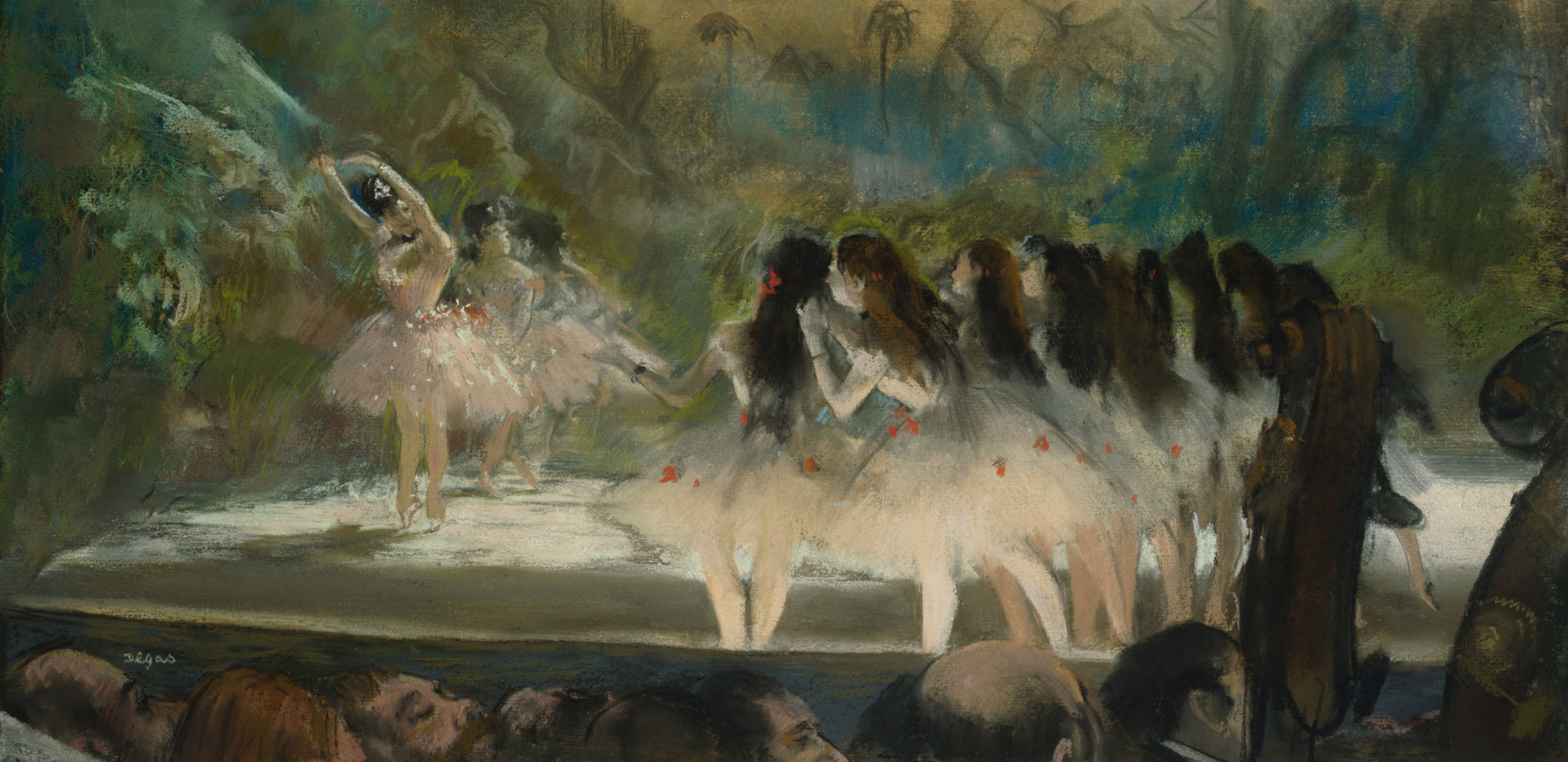
Эдгар Дега. Балет в Парижской опере, 1877

Британский историк искусства, директор Галереи Института искусства Курто в 1980—1993 годах Деннис Фарр писал, что первые картины Сикерта, изображавшие интерьеры театра или мюзик-холла, датируются тремя годами ранее «Крошки Дот Хетерингтон в Старом Бедфорде». В этих картинах «по своему выбору объекта не меньше, чем по способам его изображения, он [художник] показывает свою преданность Дега». Чаще всего Сикерт принимал низкую точку обзора, соответствующую взгляду на сцену зрителя из партера. Такую позицию наблюдателя можно найти во многих полотнах и пастелях Дега 1870-х годов. Исполнители изображены при этом над головами зрителей. Как и Дега, Сикерт намеренно оставляет второстепенные для него объекты на периферии композиции, чтобы сосредоточить внимание зрителя на главной героине — певице Дот Хетерингтон. В композиции картины «Крошка Дот Хетерингтон в Старом Бедфорде», однако, Сикерт ввёл новый для себя и усложняющий композицию фактор — зеркало. Фарр также отмечал, что зеленовато-коричневая гамма, характерная для многих полотен Сикерта начала 1890-х годов, появляется уже в этой картине.

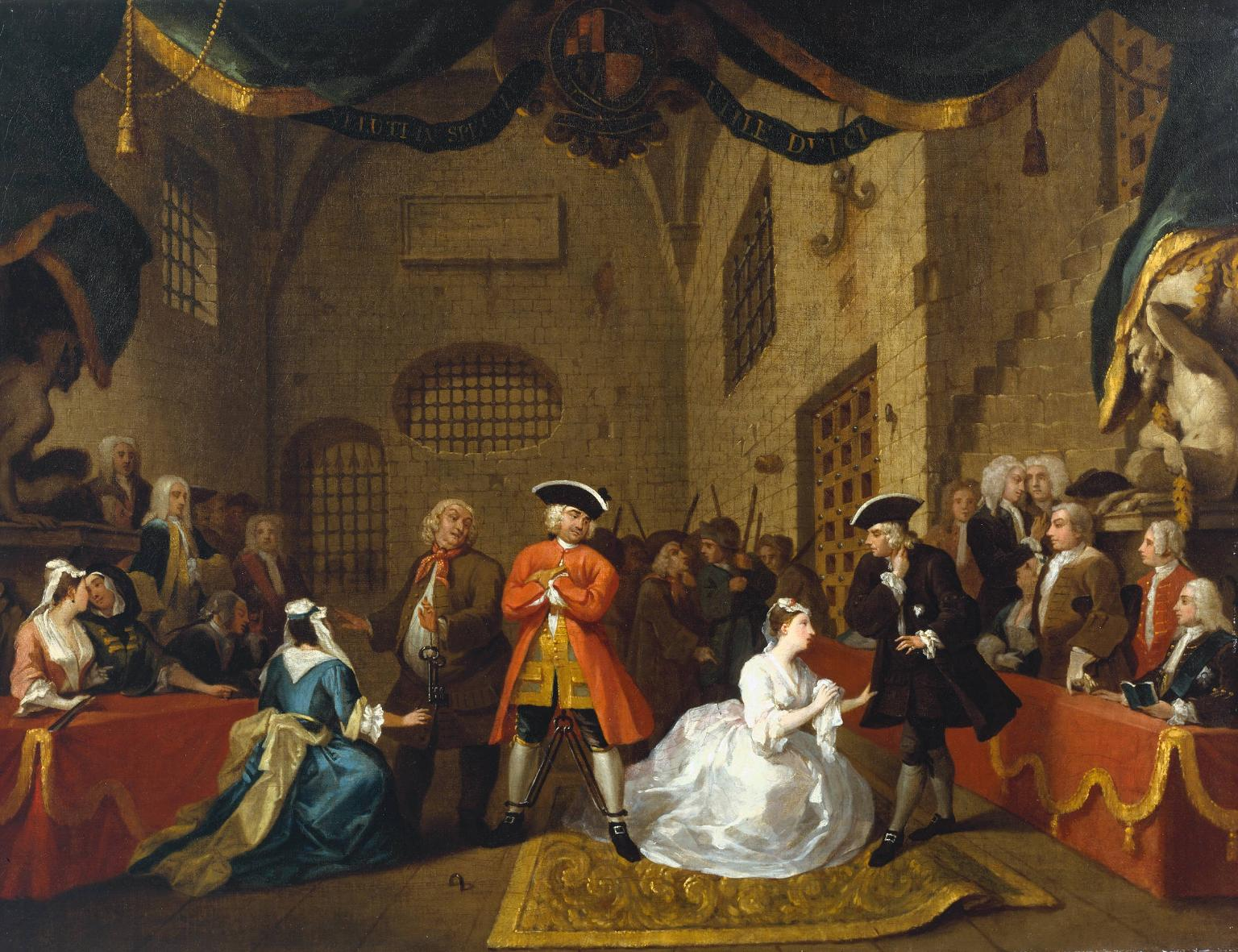
Уильям Хогарт. «Опера нищих», сцена XI. акт III, около 1728

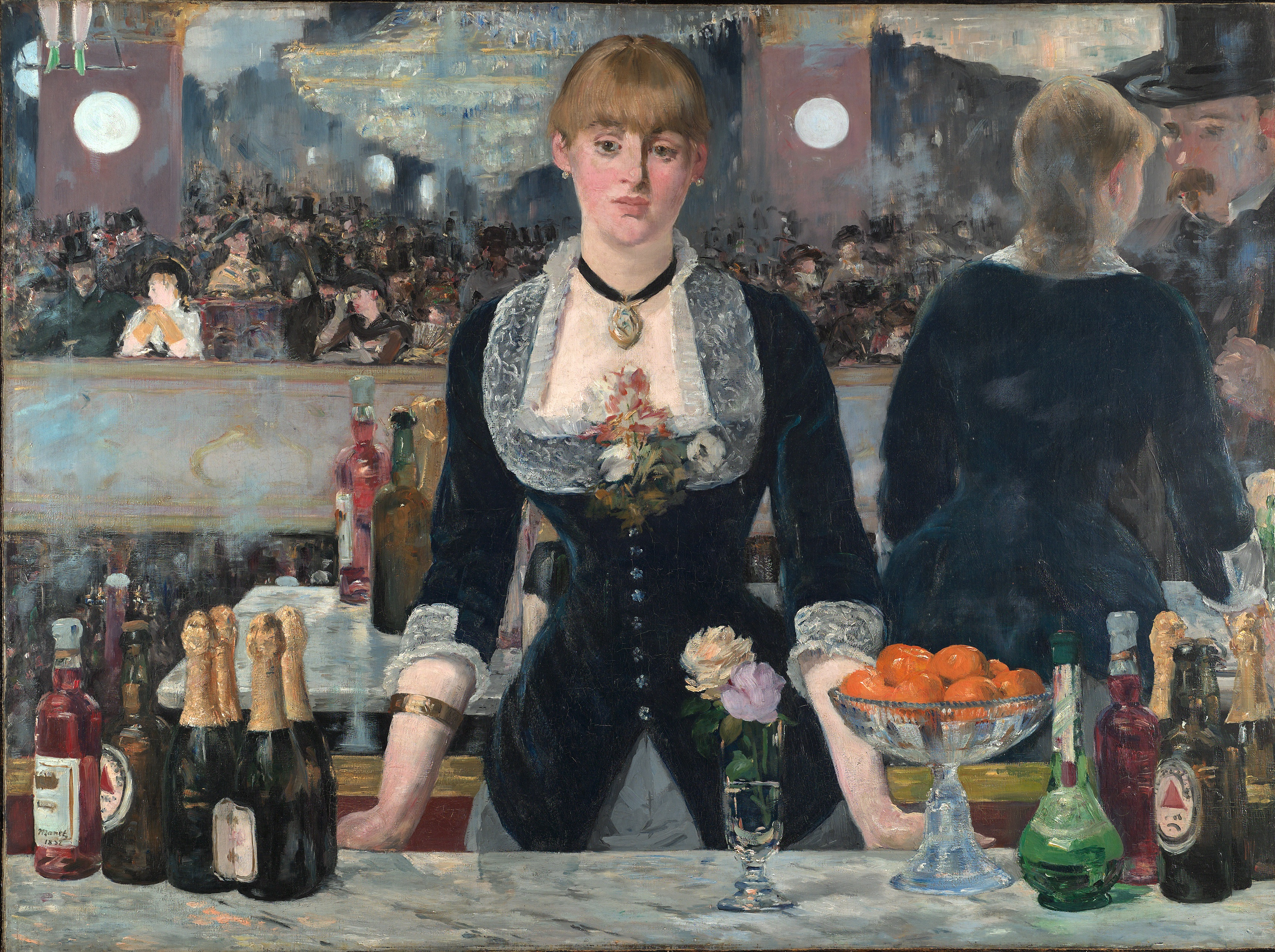
Эдуард Мане. Бар в «Фоли-Бержер», 1882

Эдвард Дадли Джонсон отмечал любовь двух британских художников к театру — Уолтера Сикерта и Уильяма Хогарта. Самая запоминающаяся из картин Сикерта на эту тему, по его мнению, как раз «Маленькая Дот Хетерингтон». Только при тщательном её изучении зритель понимает, что сцена изображена как отражение в зеркале. Художник изобразил артиста, ожидающего своего выступления, юную певицу и зрителей, показав «ту близость между артистом и публикой, которая составляла главную особенность мюзик-холла». Композиция картины подчёркивает эту связь благодаря протянутой руке Дот Хетерингтон, указывающей на галёрку. По мнению Джонсона, подход Сикерта к игре фантазии и реальности может вызвать в памяти изображение Хогартом сцены XI акта III «Оперы нищего» (англ. «Painting of John Gay's The Beggar's Opera, Act III, Scene XI», масло, холст, 56,0 х 72,5 см, Галерея Тейт, инв. N02437) с обменом взглядами между «актрисой и её благородным кавалером в зале». Хогарт, с точки зрения Джонсона, приглашает к последовательному анализу деталей своей картины, а «ограниченный фокус и композиционная плотность» полотна Сикерта концентрирует «всё богатство смысла в одном мгновенном впечатлении».

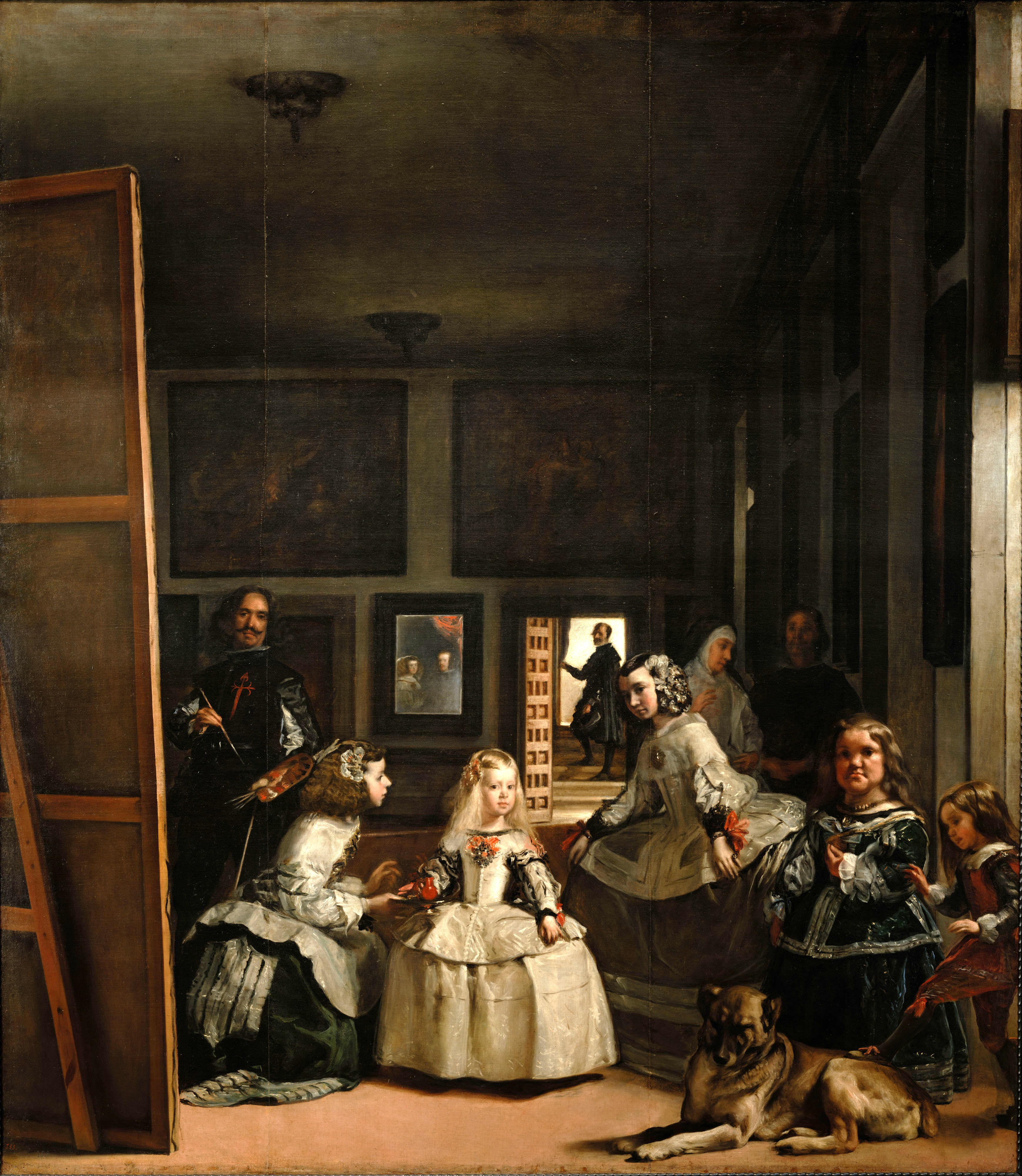
Диего Веласкес. Менины, 1656

Высказывалось мнение, что замысел с зеркалами у Сикерта возник после знакомства с картиной Эдуарда Мане «Бар в „Фоли-Бержер“» (англ. «Un Bar aux Folies-Bergère», 1882, Лондон, Институт искусства Курто, 96 х 130 см, холст, масло). Её он мог увидеть в студии Мане в апреле 1883 года. Другим источником вдохновения Уолтера Сикерта исследователи называли полотно «Менины» испанского художника XVII века Диего Веласкеса. Венди Бэрон считала, что безоговорочным доказательством хорошего знакомства Сикерта с этой картиной является статья, которую художник написал в 1890 году для газеты Whirlwind. В этой статье он отвечал на критику заметки в The Times в адрес «Менин». По мнению Бэрон, именно картина Веласкеса, вероятно, подсказала Сикерту включение в изображение второго зеркального отражения, которое содержится внутри первого — в «Крошке Дот» часть зеркала, находящегося в противоположной стороне и также отражающего в себе сцену, видна в правом большом зеркале.

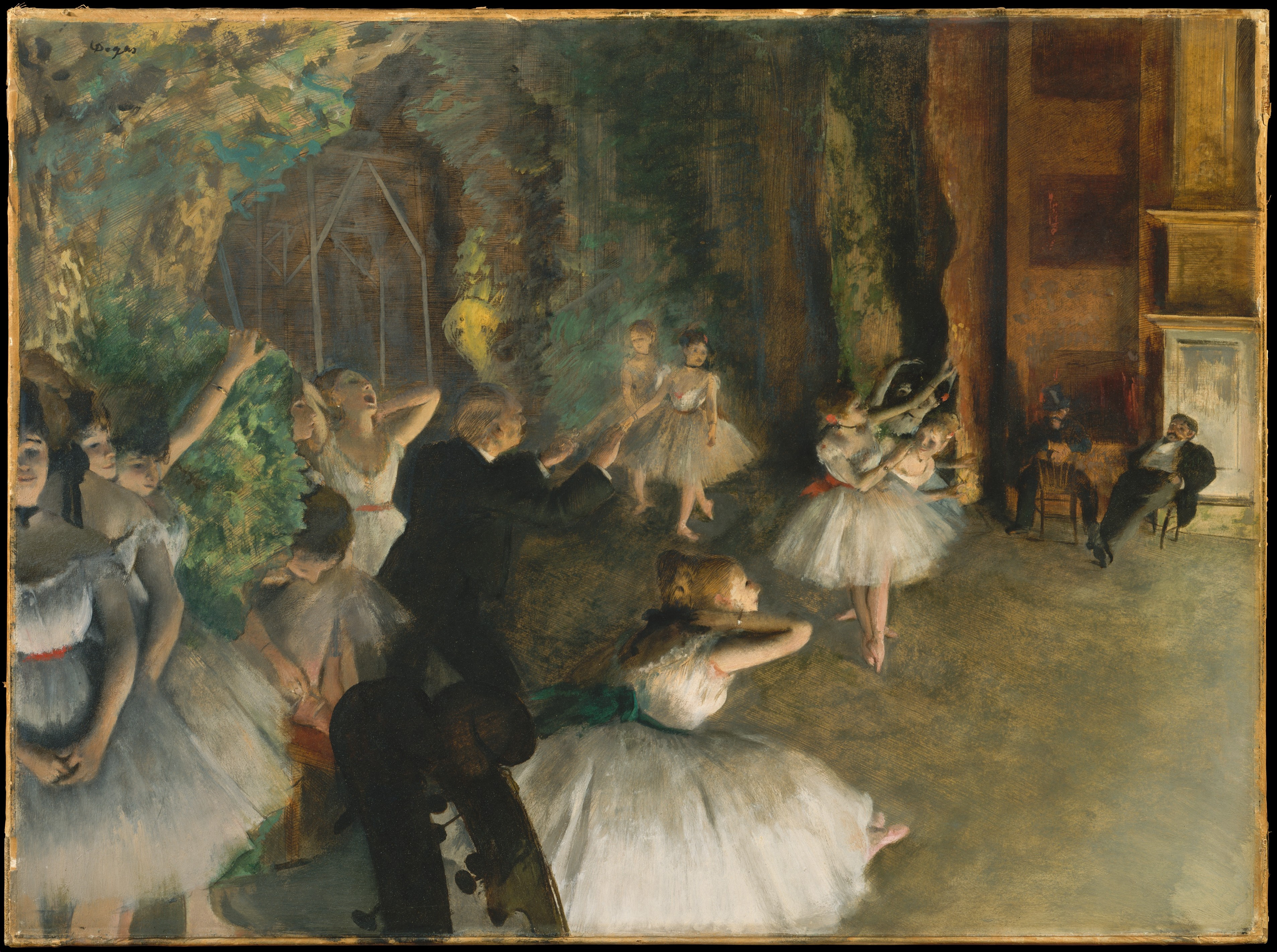
Эдгар Дега. Репетиция балета на сцене, около 1874

Касаясь картины «Крошка Дот Хетерингтон в Старом Бедфорде», Анна Грюцнер Робинс указывает, что «реальное и отражённое изображения создают пространственные двусмысленности», которые работают против абсолютных определенности и точности. Учитывая, что Сикерт был учеником Джеймса Эббота Мак-Нейл Уистлера, такая двусмысленность не является для искусствоведа сюрпризом. Робинс считала, что предпринятая Сикертом попытка создать «эффект реальности иллюзорными средствами» (фр. «On donne l’idee du vrai avec le faux») связана с влиянием Дега. В результате скрупулёзной работы, по словам Робинс, Сикерт соединил реальные и иллюзорные пространства, изобразил лучи искусственного света под разными углами и сопоставил аудиторию и исполнителя способами, которые были бы невозможны, если бы он работал в рамках только реалистического стиля. Робинс отмечала сложность построения картины — персонаж, ждущий очереди, оркестр и публика появляются только как зеркальное отражение, первый раз — в одном из больших зеркал, которые находились с обеих сторон сцены, а затем оно же отражается в таком же зеркале на противоположной стороне.
Робинс писала, что «эротизм, лежащий в основе социального смешения в зале мужчин в цилиндрах и котелках, которые таращатся на Крошку Дот, опосредован зеркальным отражением, усиливающим элемент фантазии». По мнению исследователя, в каком-то смысле Крошка Дот на картине Сикерта — «более юная английская версия молодых танцовщиц» из «Репетиции» Дега, но охваченная энтузиазмом Крошка, указывающая вверх на галёрку, не похожа на «изощрённо ловких» девушек французского художника.
По тематике и технике исполнения Уильям Раф рассматривал «Крошку Дот Хетерингтон» как ответ Уолтера Сикерта на работы близкой тематики Джеймса Уистлера и Эдгара Дега. Раф, однако, обращал внимание, что ни Дега, ни Уистлер не относились к своему объекту (актрисе кабаре или мюзик-холла) с таким почтением. Дега, например, обычно концентрируется на сексуальной природе представления. На картине Сикерта же «молчаливое восхищённое внимание» обычно требовательной и вальяжной публики показывает уважение художника «к способности исполнителя очаровывать публику».

### Цветовая палитра и композиция картины
Венди Бэрон отмечала, что очарование девочки отвлекает внимание зрителя от искусно выстроенной композиции полотна. Ключ к интерпретации сложной композиции полотна она видела в недвусмысленном изображении художником рамы зеркала. Соотношения отдельных элементов всей сцены, по мнению Бэрон, сразу становятся понятными, «если мы принимаем во внимание не только то, что Сикерт нарисовал отражение, но также и то, что он включил в него вторичное и, таким образом, повторяющееся отражение». Изысканность подхода Сикерта к композиции дополняется свободой трактовки (Бэрон обращала внимание, например, на блики, подчёркивающие рисунок) и жизненной цветовой палитрой.
По мнению Венди Бэрон, более поздние полотна Сикерта повторяли удачно найденную двусмысленность композиции «Крошки Дот». В каждом из них имеется противопоставление беспорядочной группы фигур зрителей богато украшенной галёрке, а также резному золочёному зеркалу. Тёмная мрачная тональная палитра, соответствующая публике, и яркие розовые, синие и покрытые позолотой краски интерьера усиливают контраст между обстановкой и её обитателями. Бэрон отмечала явную иронию изображения художником небрежно одетых представителей рабочего класса, теснящихся в пышном великолепии галереи. Тем не менее, она считала не случайным отсутствие именно здесь жёсткой социальной иерархии и присутствие на верхнем ярусе «духа товарищества», который стал олицетворением атмосферы мюзик-холла. В более ранней своей монографии о творчестве Сикерта Бэрон отмечала, что цвет в картине «Крошка Дот» «стал более разнообразным и живым» по сравнению с предшествующими работами художника: мазки киновари, белого и изумрудно-зелёного цветов находятся на этом полотне в контрасте с более приглушёнными серым, жёлтым, бордовым и синим цветами.

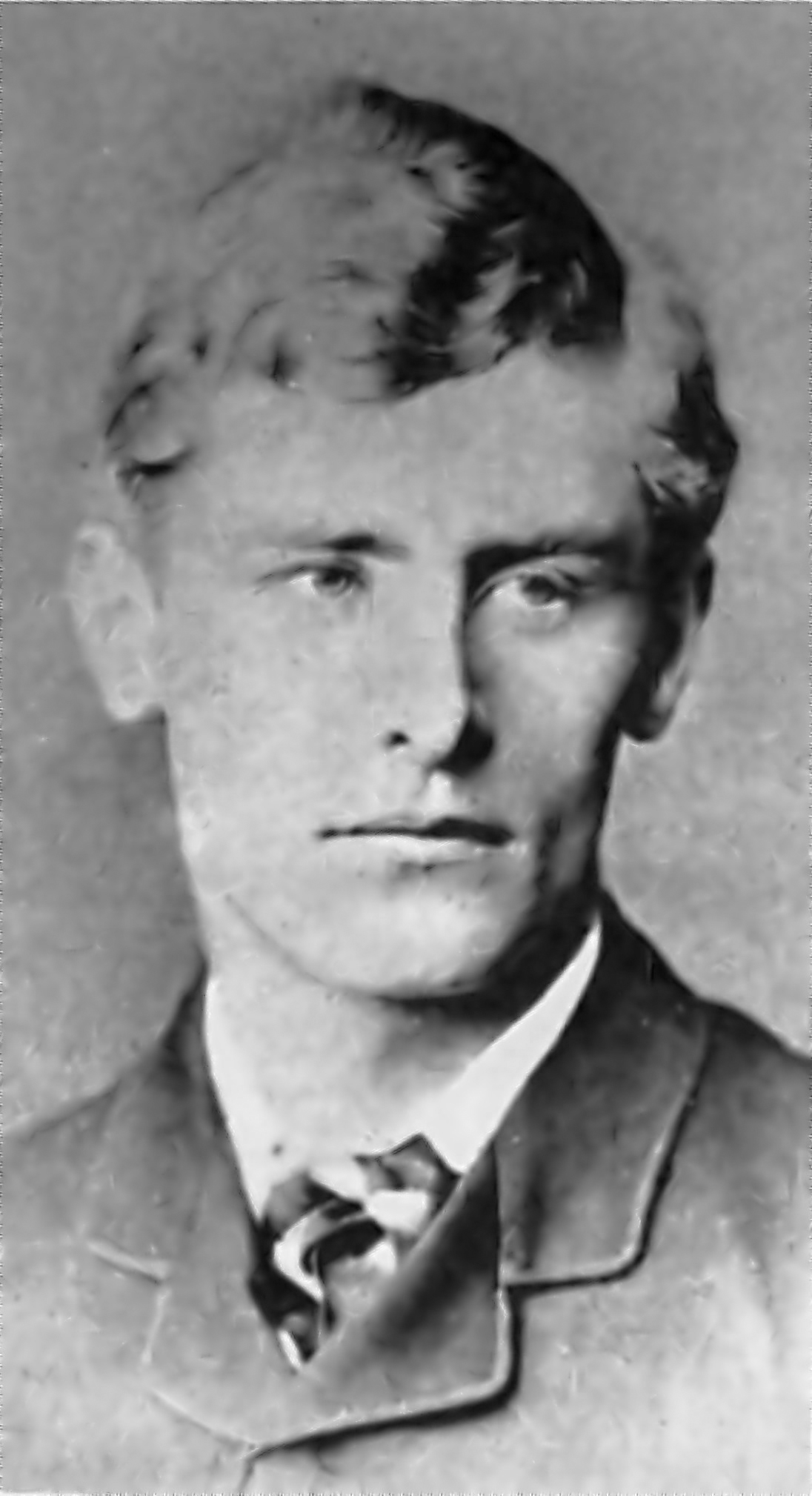
Неизвестный фотограф. Уолтер Сикерт, 1884

Кэролайн Стидман привлекает картину Уолтера Сикерта в своей монографии к анализу положения девочки-актрисы в викторианскую эпоху. Картина показывает маленькую белую фигурку, отражающуюся в огромном зеркале, под пристальными и внушающими страх взглядами мужчин (Стидман делает акцент, что Сикерт показал только одну женщину среди зрителей). Фигура девочки, по мнению автора, должна вызвать симпатию зрителя, видящего на полотне хрупкого ребёнка, которому угрожает мир безликих, вероятно, пьяных зрителей.
Профессор викторианской литературы в лондонском университете Ройял Холлоуэй Энн Варти писала, что на картине изображена маленькая темноволосая певица, её лицо — жёлтая маска от покрывающего его грима, одета она в полупрозрачное белое платье, которое демонстрирует формы её тела. Вытянув левую руку, она указывает на галёрку. Девочка освещена лучом света, пронизывающим темноту театрального зала. Она физически отделена от зрителей медной балюстрадой вдоль передней части сцены, но барьер кажется необычно высоким, подчёркивая её маленький рост и дразнящую недоступность её тела. Варти отмечала, что самая поразительная особенность композиции — то, что маленькая Дот отражается в огромном позолоченном зеркале, верхний край которого совпадает с рамой картины. Сикерт, по её мнению, сознательно ликвидировал в картине различие между ребёнком как социальным существом и ребёнком как навязчивым плодом воображения взрослого человека. Варти отмечает, что название, данное картине в 1895 году, было вдохновлено знаменитой песней Мэри Ллойд «Мальчик, которого я люблю, — на галёрке», но, тот к кому протягивает руку девочка на картине, — не любимый мальчик, это — вполне взрослые люди в зрительном зале, которые «польщены» выражением симпатии ребёнка-певицы.
Дэвид Питерс Корбетт отмечает в картине соединение реализма и символизма, что позволяет отразить глубину внутреннего значения сцены. По его мнению, в картине присутствует напряжение между визуальным рядом и внутренней сущностью происходящего. Пространство намеренно представлено вводящим в заблуждение: то, что мы первоначально принимаем за реальность, при внимательном рассмотрении раскрывается зрителю как отражение в зеркале, поэтому направление жестов маленькой певицы должно быть реконструировано в зеркальном отражении. Картина Сикерта превращается в головоломку. По мнению Корбетта, «Нам напоминают, что мы не можем доверять внешности из-за театрального характера и, следовательно, иллюзорности изображаемого представления». Сикерт использует зеркала и театральные приёмы, чтобы привлечь внимание зрителя к «непостоянству изображения и внешности» (англ. «to the instability of representation and appearance»).
Дэвид Уилз называет эту картину одной из самых сложных в творчестве художника и утверждает, что значительное пространство полотна, кроме пустых зрительских мест под изображением девочки, является отражением в зеркале, поэтому зрители, изображённые на картине, не более материальны, чем девочка-исполнительница (с ним согласны Донохью и Робинсон). Сам Сикерт однажды вспомнил и сопоставил с картиной эпизод, случившийся в небольшом зале в Ислингтоне: изящная девушка, наклонившаяся со сцены к залу, чтобы подчеркнуть содержание одной из сентиментальных баллад, столь любимых завсегдатаями зала, вызвала спонтанную симпатию и внимание аудитории, мрачное настроение которой ощущалось ранее.
Современник Сикерта, ирландский поэт и прозаик Джордж Огастес Мур, пришёл в восхищение от того, как в картине переданы освещение, ощущение пространства и границ этого пространства. Художник Дугалд Сазерленд Макколл также восхищался сценическим освещением, но признавался, что он был разочарован отсутствием изображения деталей у Сикерта, он даже позволил себе пренебрежительное сравнение Сикерта с Эдгаром Дега. Макколл считал, что фигура девочки на сцене превратилась просто в сгусток отражённого света, и был обеспокоен отсутствием внимания Сикерта к дизайну интерьера. Сам Сикерт заявил в ответ, что он рисовал интерьеры мюзик-холла из-за их красоты, созданной совпадением ряда случайных элементов формы и цвета.
Преподаватель Уорикского университета, а затем профессор английской литературы Королевского колледжа в Лондоне Джон Стокс отмечает, что Сикерт был привлечён не «сказочной» атмосферой мюзик-холла, а его «беспокойными тайнами», поэтому он, в отличие от других «почитателей» жанра, предпочитал именно этот зал на окраине Лондона, а не более престижные в центре столицы. В картине «Крошка Дот Хетерингтон в Старом Бедфорде», по мнению Стокса, девочка дразнит галёрку, утверждая, что она может видеть находящихся там, подобно тому, как они могут видеть её. Художник понимает иллюзорность этого утверждения и намекает на неё зрителю, показывая на картине лишь отражение девочки в зеркале. Сам художник сосредоточился, по мнению Стокса, на изображении аудитории, которая сидит, повернувшись лицом к сцене, не замечая интерес к ней художника. Расплывчатый рисунок лиц зрителей намекает на некую их коллективную идентичность, но, как «птицы на проволоке, они никогда не объединяются в группу».
Стокс отмечает, что Сикерт принципиально отказывался от сентиментальных трактовок сюжетов и от окончательного приговора своим героям. Он утверждает, что ранние работы художника фиксируют повседневность мюзик-холла, объединяя зрителей с исполнителями, в то время как работы, созданные после возвращения из Франции в 1905 году, изображают либо зрителей, либо исполнителей, либо архитектуру интерьера.
Алан Робинсон отмечает, что поющая девочка в лучах почти эфирной белой подсветки (навевающая образы безмятежной счастливой Аркадии) противопоставляется художником зловещей фигуре в чёрном из зрительного зала. Он сопоставляет эту картину с «Автопортретом» Сикерта (около 1896 года), показывающим мрачное опустошение автора, которое художник проецировал на свои картины, изображающие городской досуг. Размышляя над тем, что не только девочка, но и слушающая её зрительская аудитория, изображены Сикертом в боковых зеркалах зала, Алан Робинсон объясняет такое решение художника желанием Сикерта изображать свои сюжеты, связанные с мюзик-холлом, в двумерном, а не трёхмерном пространстве. Оно получило развитие и в других его картинах на подобный сюжет. Робинсон также отмечает, что замыслом автора было превращение самих зрителей мюзик-холла в зрелище.
Доктор философии, преподаватель Национального Тайбэйского университета образования Мин-Цуэй Ни с сожалением писал, что многие современные искусствоведы склонны избегать проблемы влияния театра на живопись Сикерта, считая художника человеком, в первую очередь интересовавшимся вопросами композиции и красок, который не уделял должного внимания сюжетному повествованию. Сам Мин-Цуэй Ни предпринял попытку рассмотреть образы мюзик-холла на полотнах Сикерта как возникшие на пересечении повседневной жизни и театрального представления. По мнению исследователя, как и его французские современники, Сикерт пытался совершенствовать язык художественных образов, чтобы изобразить повседневность современной ему Англии. В изображениях Бедфорда он «впервые отказался от более простой формулы Дега» и представил зрителям набор изобразительных приемов для создания «всеобъемлющего представления об исполнителе и аудитории, сцене и аудитории».

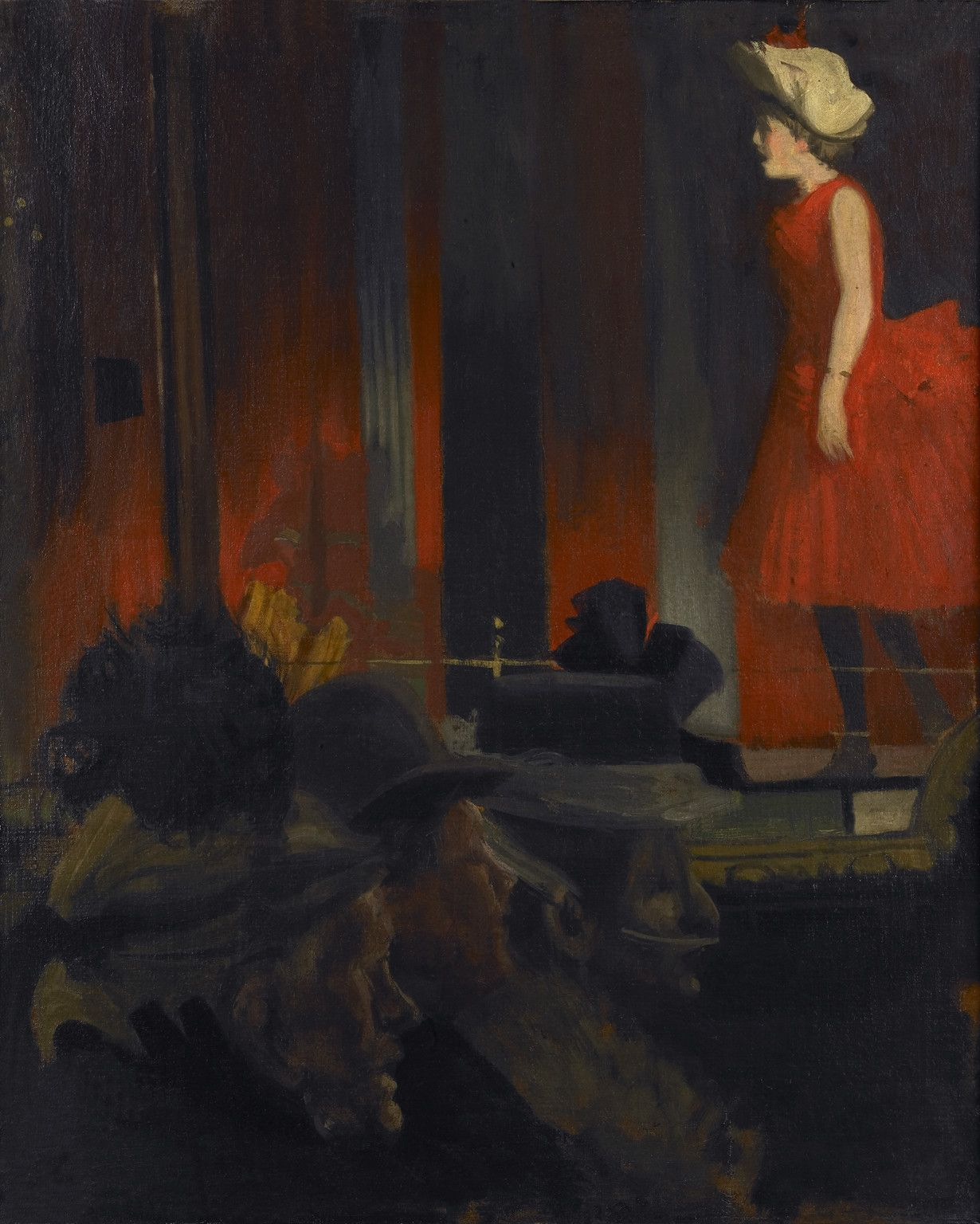
Уолтер Сикерт. Мюзик-холл, или Правая часть кулис в зеркале слева, 1888—1889

Картину «Крошка Дот Хетерингтон в Старом Бедфорде» Мин-Цуэй Ни назвал одним из двух первых полотен Сикерта (вместе с картиной «Мюзик-холл, или Правая часть кулис в зеркале слева», англ. «The Music Hall or The P. S. Wings in the O. P. Mirror», около 1889, холст, масло, 76,2 x 63,5 см, а в раме — 90,5 x 77,5 x 7,3 см, работа не подписана и не датирована автором, полотно находится в коллекции Музея изящных искусств в Руане, инв. 8179, приобретено в 1944 году), в которых художник «использовал зеркала в качестве неотъемлемой части своих композиций». В обеих картинах Сикерт экспериментировал с изображением. Реальное пространство на них неясно и неоднозначно. Большая часть почти каждого предмета, изображённого художником, представлена в виде его отражения в зеркале. Это зеркало создаёт иллюзорное пространство, в которое включена, например, зрительская аудитория в помещении мюзик-холла. Мин-Цуэй Ни писал, что на картине «Крошка Дот Хетерингтон в Старом Бедфорде» маленькая исполнительница дважды отражается в двойных зеркалах (англ. «twice reflected in double mirrors»). Как указывала специалист по творчеству Сикерта Робинс, подобный образ связан не только с интересом художника к ролевой игре, но и к двойственности личности артиста, проявляющейся в ходе представления. Дезориентирующие зрителя пространство картины и особенности расположения второстепенных персонажей по отношению к главной героине, вероятно, по замыслу автора, создают «беспорядок и множественность одновременных восприятий в переполненном пространстве». Ни делал вывод: «Живопись Сикерта отражает наш феноменологический, чувственный и визуальный опыт в необычных формальных структурах».

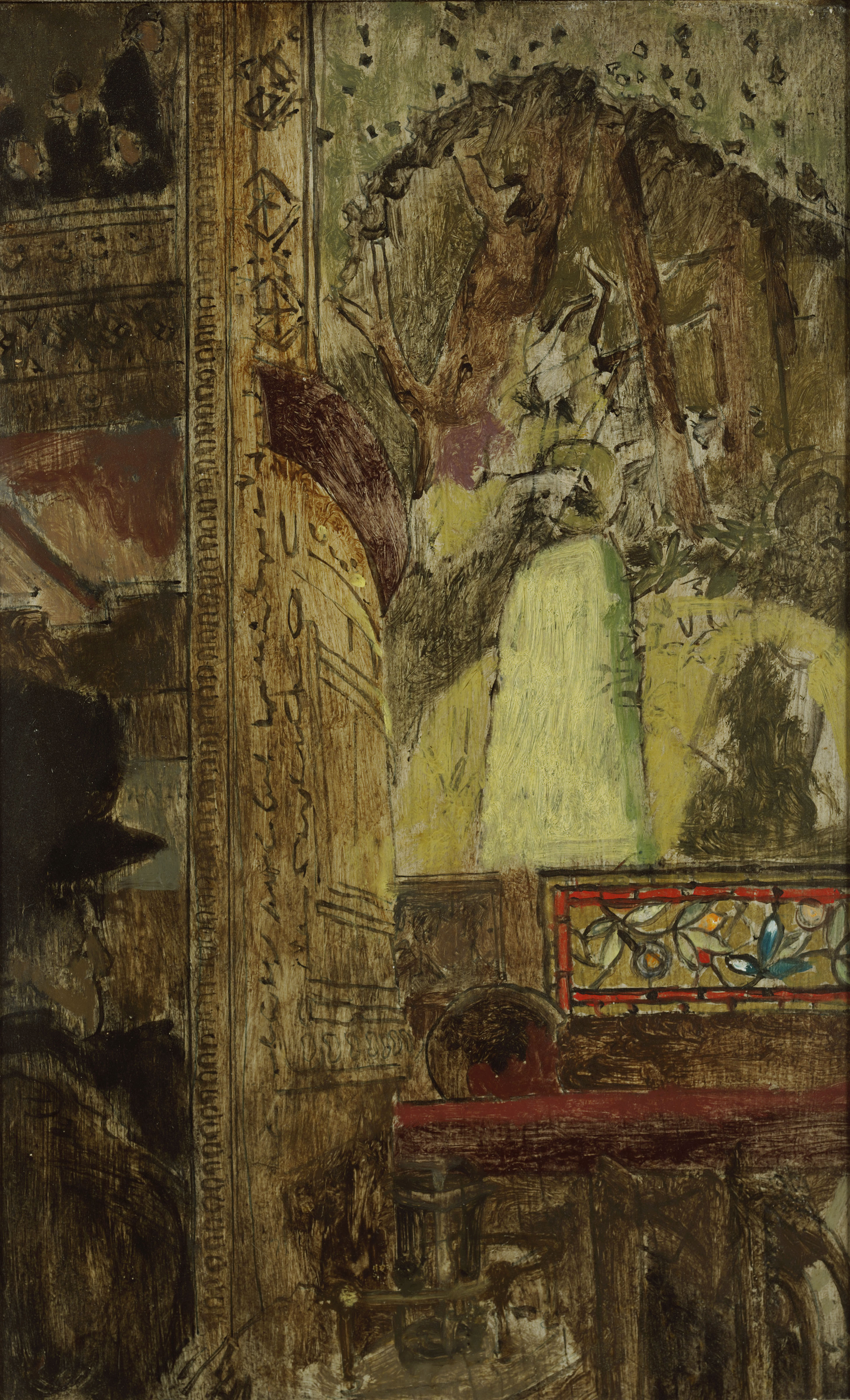
Уолтер Сикерт. Веста Виктория в Старом Бедфорде, около 1890

Уильям Раф отмечал, что благодаря зеркалам зрители видят себя в тех же пространственных плоскостях, что и исполнители, а также могут тайком наблюдать за сидящими рядом, не привлекая к себе внимание. Зеркало усиливает
ощущение искусственности происходящего на сцене. Его присутствие разрушает «четвёртую стену» между аудиторией и исполнителем, а заодно и между зрителем и картиной. Зеркало ставит также под сомнение правдивость самого изображения. В целом, зеркало подчёркивало двойственность: контраст между внешним и внутренним «я», телесным и духовным началами.
Выбор момента исполнения иллюстрирует динамику отношений исполнителя и аудитории. Певица на сцене вовлекает зрителей в мир представления. Крошка Дот поёт, обращаясь к своему любовнику-сапожнику, который представился ей во время знакомства как торговец. Он же отвечает ей, размахивая носовым платком. Мир иллюзий и реальность смешиваются, когда певица начинает диалог с аудиторией и возлюбленным. Уильям Раф отмечал сходство картины «Крошка Дот Хетерингтон в Старом Бедфорде» с полотном Сикерта «Веста Виктория в Старом Бредфорде». На нём художник также использовал сложный ракурс, изобразил большое позолоченное зеркало в левой части картины. В верхней части зеркала отражаются зрители, взгляды которых устремлены на сцену. Призрачные фигуры зрителей на галёрке противопоставлены художником изысканности и экзотике Весты. Публика очарована и заворожена её выступлением.
Доктор философии по английской литературе, профессор Университета штата Флорида Барри Дж. Фолк утверждал, что образы актрис мюзик-холла остаются в творчестве Сикерта самыми известными и наиболее часто обсуждаемыми. С его точки зрения, художник запечатлел на картине «Крошка Дот Хетерингтон в Старом Бедфорде» (он датировал её 1888—1889 годами) юную певицу указывающей на объект её симпатии, сидящий на галёрке, в тот момент, когда она поёт соответствующие слова припева песни. Подобную сцену взаимосвязи артистки и галёрки Сикерт, по его мнению, изобразил и на картине «Веста Виктория в Старом Бедфорде» (около 1890). Фолк отмечал, что в обеих картинах эксплуатируется характерная черта интерьера Старого Бедфорда — огромные зеркала, в которых отражались как артист, так и его аудитория.
Обобщая анализ этих двух картин в работах таких исследователей, как Дэвид Питерс Корбетт, Джон Стоукс и Уильям Раф, Фолк делал вывод, что присутствие зеркал в картинах Сикерта было наполнено для них «философским смыслом». На базовом уровне зеркало представляет собой препятствие для попытки зрителя понять, что изображено на холсте. На полотне «Веста Виктория», по мнению Фолка, вообще крайне сложно отличить реальность от отражения в зеркале. В «Крошке Дот» «терпеливый зритель в конце концов понимает, что драматическое взаимодействие певицы с мужчинами на галёрке — это отражение в зеркале в задней части театра». Глубокое же изучение полотен Сикерта, с точки зрения Фолка, обязательно поднимает более серьёзные вопросы относительно... «правдивости живописи в целом».